# Fabricio Vay
Fabricio David Vay (Jesús María, 26 marzo 1986) è un cestista argentino con cittadinanza austriaca.